# 雨の日の女 ♯241・♯242
『雨の日の女 ♯241・♯242』（あめのひのおんな）は、村上春樹の短編小説。

## 概要
| 初出     | 『L'E』（アド・プロラーズハウス）1987年1月号            |
| 収録書籍 | 『村上春樹全作品 1979〜1989』第3巻（講談社、1990年9月） |

本作品について村上は「雨の午後についての無彩色のスケッチのような文章を書いてみたかったのだ。とくに筋はない。何も始まらない」と述べている。
タイトルはボブ・ディランの楽曲、「雨の日の女」（原題は"Rainy Day Women #12 & 35"）から取られている。

## あらすじ
雨の中に立っているピンク色の女は、まるで水を吸い込んで不自然に膨らんだ心臓みたいに見えた。しかし実際にはその中年女は膨らんだ心臓なんかではなく、ただの化粧品のセールスウーマンだった。彼女が二回目にベルのボタンを押すときに、アタッシェ・ケースの側面についていた化粧品会社のマークが見えたのだ。マークの下には「#241」という番号が貼ってあった。
そのうちに女はあきらめて去った。「僕」は三日前に見た白い蛇の夢のことを考えた。その夢は「僕」に高校のときの担任の教師のことを思い出させた。彼はある日、学校の裏手にある山の中で首を吊って死んだ。組合のごたごたで悩んでいたのだとみんなは言った。次に思い出したのは、テーブルの上に置かれた二個の腐ったリンゴのことだった。そのリンゴは僕の知っている一人の若い女がアパートに残していったものだった。彼女はある日ふっと消えてしまったのだ。
化粧品のセールスの女が去ったあとも、雨は同じ調子で降りつづいていた。ハナミズキの細い枝には、雨の水滴が死んだばかりの魚の歯のようにきれいに並んでいた。その白さの中には暴力の記憶のようなものがあった。